# Bellone
Pour les articles homonymes, voir Bellone (homonymie).
Bellone ou Bellona est une figure de la mythologie romaine, déesse de la Guerre aux origines incertaines, identifiée avec la déesse grecque Ényo. Elle est considérée tantôt comme l'épouse, tantôt comme la sœur de Mars, mais elle incarne davantage les horreurs de la guerre que ses aspects héroïques.
Elle était parfois appelée également Duellona, bien qu'elles puissent avoir été deux déesses différentes à l'origine.

## Historique
Bellone est une déesse d'origine probablement sabine : la déesse Néris[réf. nécessaire]. Son identification avec la déesse grecque Ényo est probablement ancienne.
Plus tard, en Cappadoce, les Romains identifièrent la déesse locale Mâ à Bellone. Celle-ci était adorée à Comana, où le grand prêtre, aux dires de Strabon, était le second personnage du pays après le roi
« La déesse guerrière Mâ-Bellone de Comana fit son entrée à Rome avec l'armée de Sulla [en 92 av. J.-C.]. Elle avait ses 'porte-lances (hastiferi) analogues aux corybantes de Cybèle. Comme les galles, ses fanatici tourbillonnaient frénétiquement au son des trompettes et des tambourins en se lacérant les chairs pour éclabousser de leur sang l'idole divine, ou le boire avidement. Qualifiée de pedisequa (suivante) de Cybèle, Mâ-Bellone entretenait d'étroites relations avec le culte métroaque [c'est-à-dire de Cybèle]. A Ostie, les sanctuaires des deux déesses anatoliennes étaient voisins ».

## Attribution
Au premier abord, il semble qu'elle double Mars, mais en dépit de ses fureurs hellénisantes, son rôle est moins réduit à l'action du combat que celui de Mars. Elle intervient dans ce qui le précède, comme dans ce qui le suit la guerre, notamment la diplomatie. C'est dans son temple que le Sénat délibérait des triomphes accordés aux généraux victorieux. C'est également dans son temple que le Sénat donnait audience aux ambassadeurs étrangers qu'il ne voulait pas recevoir en ville. De fait, Bellone n'est pas simplement la guerre, mais, selon Georges Dumézil, « l'expression la plus générale de la fonction guerrière telle que la comprend Rome ».

## Cultes

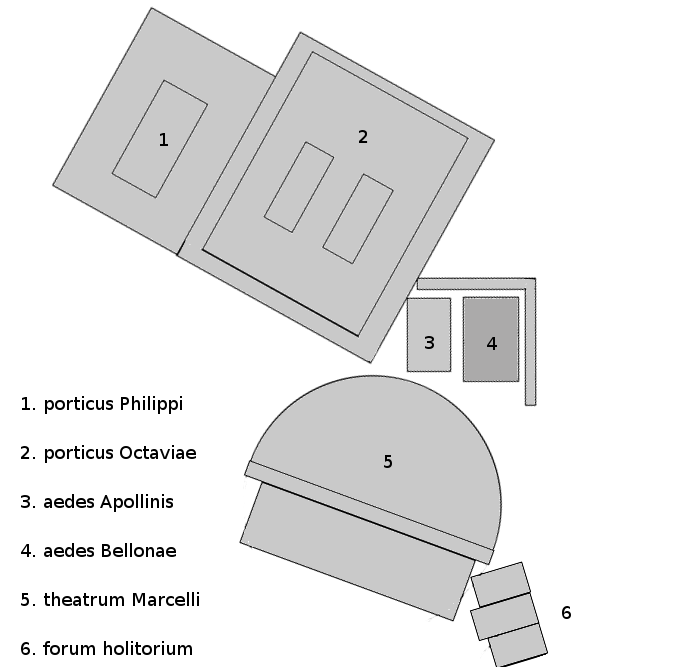
Emplacement du temple à Rome identifié par le numéro 4.

Tout comme le temple de Mars et pour les mêmes raisons, son temple à Rome est en dehors du pomerium, la limite sacrée qui sépare la ville (urbs) de son territoire alentour (ager).
Lorsque les frontières de Rome devinrent lointaines rendant impraticable l'usage ancien par lequel un fétial lançait sur le territoire ennemi le premier javelot, c'est par-dessus une petite colonne nommée « la guerrière » (columna bellica) située à la porte de ce temple et en direction d'un coin de terre acheté par un prisonnier réputé ennemi, que le fétial jetait une lance toutes les fois qu'une guerre était déclarée.
Le Sénat tenait assez souvent séance en son temple. C'est là que fut pris le sénatus-consulte de Bacchanabilus, expulsion violente d'un culte étranger jugé dangereux pour la tradition romaine.
Mais son temple le plus fameux[réf. nécessaire] se trouvait à Comana, en Cappadoce : là, son culte était célébré par une multitude de ministres de tout âge et de tout sexe. Plus de six mille personnes étaient employées au service de ce temple[réf. nécessaire].

## Représentations

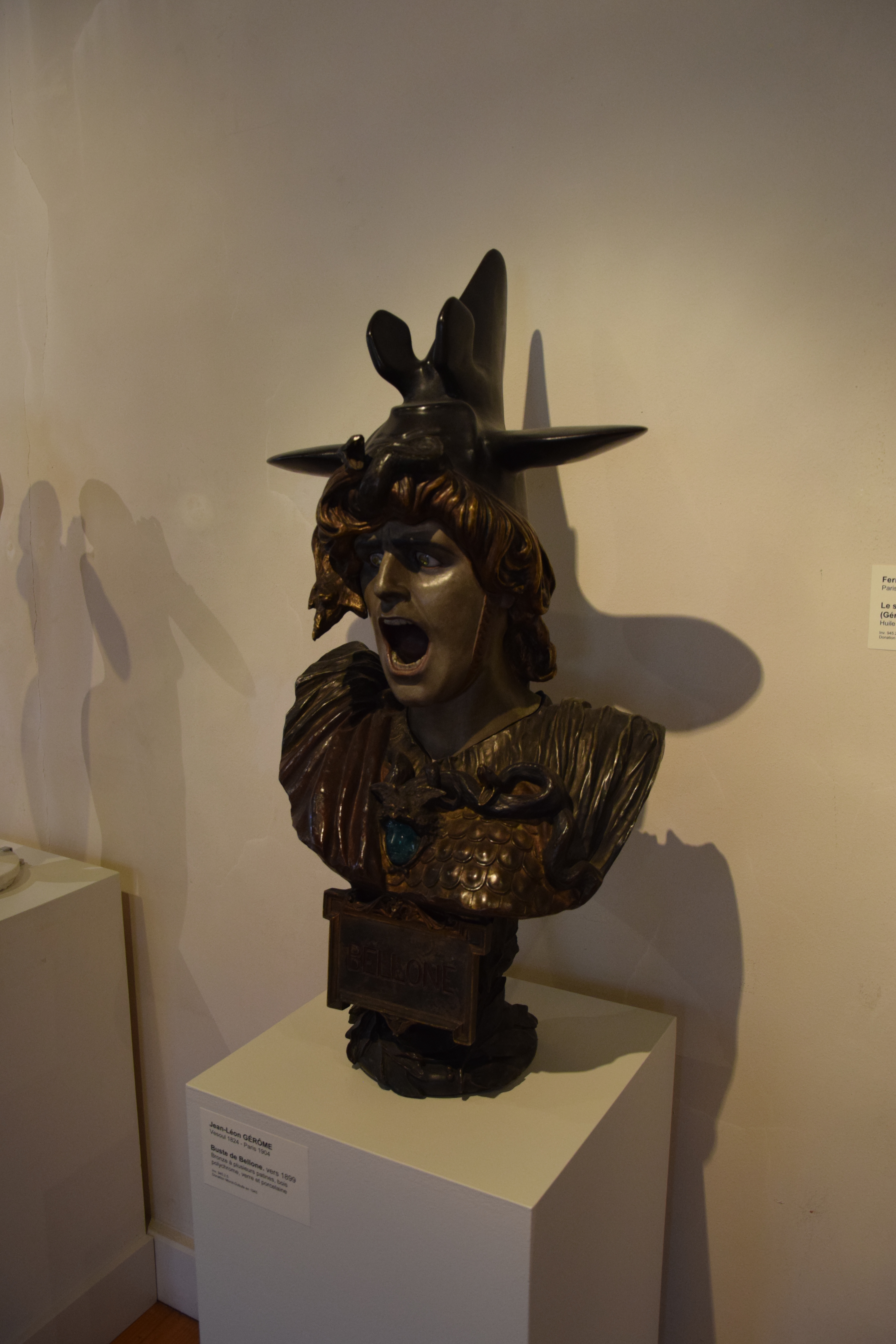
Buste de Bellone (Gérôme).

Bellone est représentée dans la peinture des XVIIe et XVIIIe siècles avec Giovanni Antonio Pellegrini ou encore l'artiste anonyme qui brossa le portrait d'Anne de La Grange-Trianon conservé au château de Versailles, dans la sculpture des XVIIIe et XIXe siècles avec Augustin Pajou ou Auguste Rodin.
L'artiste Jean-Léon Gérôme a sculpté un buste de Bellone (exposé au musée Jean-Léon Gérôme de Vesoul).

## Citations

### Antiquité

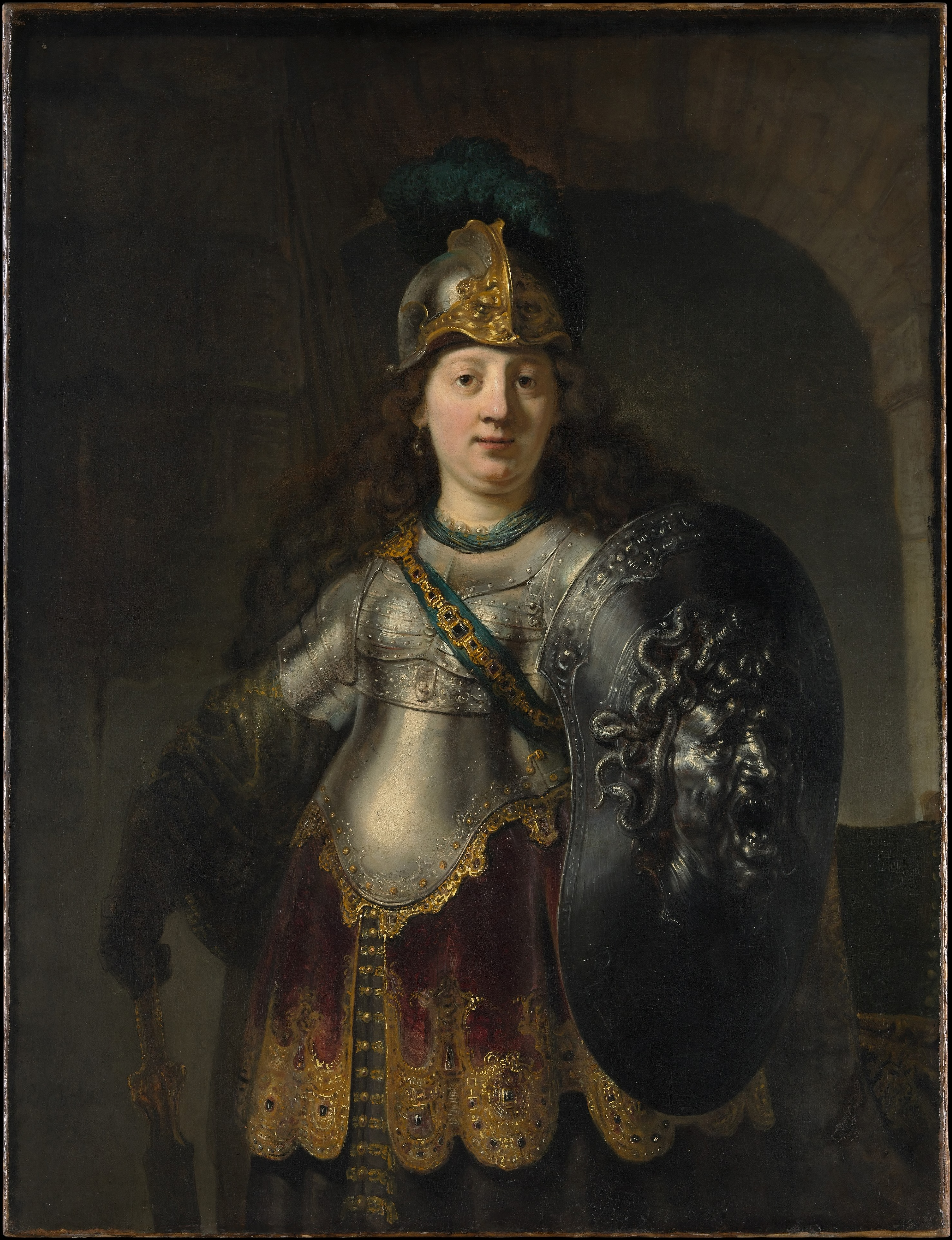
Bellone de Rembrandt, 1633.

- Virgile, L'Énéide, VIII, 703 :

la Discorde passe en robe déchirée, et Bellone la suit avec un fouet sanglant. (trad. A. Bellesort)
- Lucain, La Pharsale, VII, 567-568 :

[...] Quacumque uagatur,		/ De quelque côté qu’aille César,
sanguineum ueluti quatiens Bellona flagellum	/ comme Bellone quand elle secoue son fouet sanglant
- Sénèque, Agamemnon, Chœur I :

[...]à leur place sont venues
Bellone aux mains sanglantes
La sinistre déesse de la guerre
L'Érinice de la vengeance
Qui ronge le cœur des tyrans

### Auteurs modernes
- Robert Garnier, Porcie, V, 1697-1699 :

Bellonne, ardant de rage, au plus fort de la presse
Couroit qui çà qui là, d'une prompte allegrese :
Detranchoit, terrassoit, faisoit sourdre un estang
Où passoit son espee ointe de nostre sang.

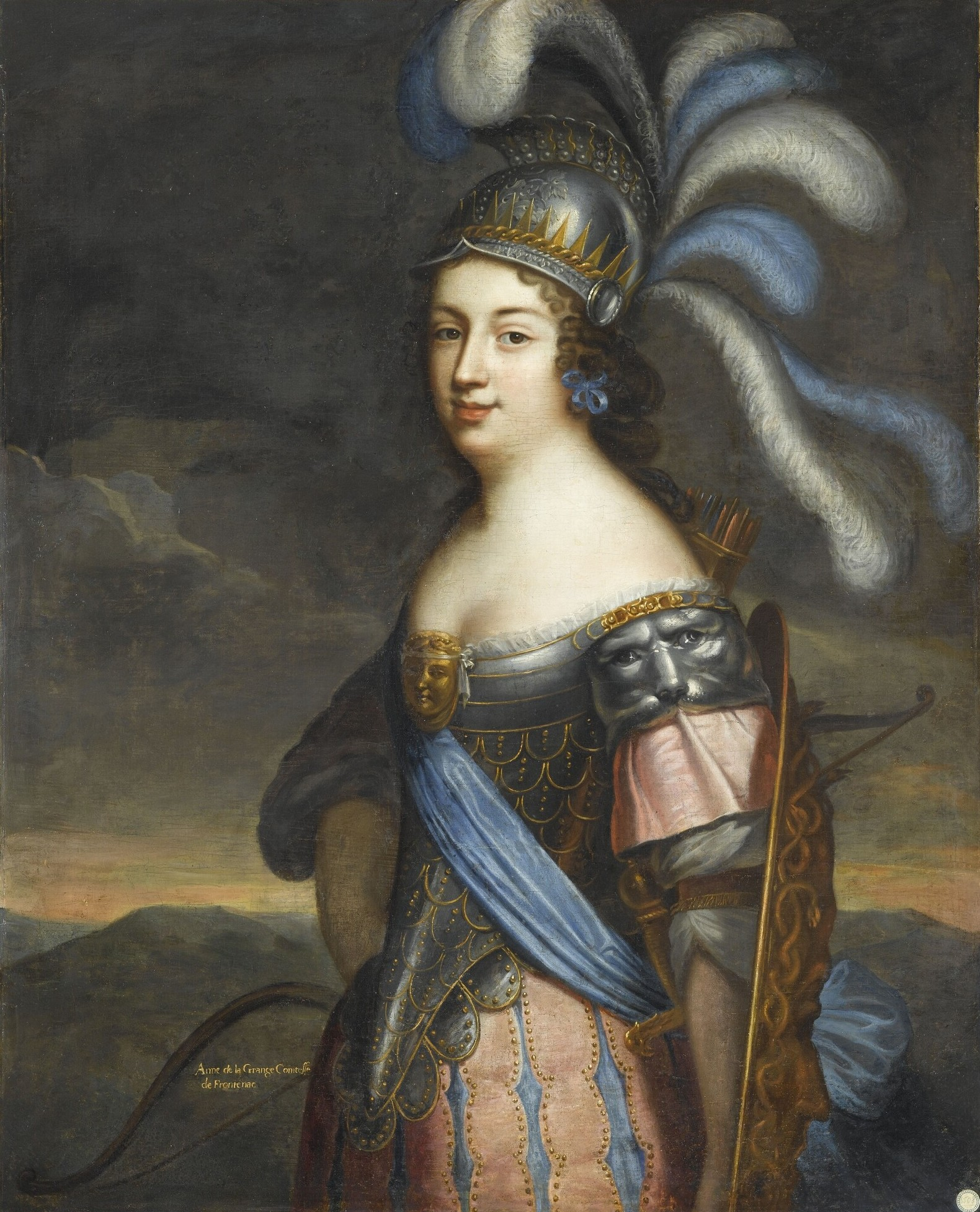
Anne de La Grange-Trianon en Bellone, château de Versailles.

- Maurice de La Porte, Les Épithètes (1571) :

Horrible, sanglante, cruelle, felonne, maudite, implacable, mortelle, furieuse, guerriere, empistollee, farouche, impitoiable, meurdriere, ennemie, ardente, maupiteuse, effroiable, tumultueuse, mavortienne ou martiale, triste, vangeresse, morionnee, espouventable.
Les poëtes disent qu'elle est desse de la guerre, et sœur de Mars.
- Courtilz de Sandras, Mémoires de Monsieur le Marquis de Montbrun (1701)

... pour s'occuper d'une autre passion, qui a bien autant de partisan, que bellone, pour me conformer au langage des Poëtes. (p. 398).
- Bussy-Rabutin, Mémoires (s'agissant du Grand Condé)

Cette tête si belle et bonne
Pour qui la déesse Bellone
A toujours eu tant de respect...
cité par Dominique Paladilhe, dans Le Grand Condé, page 60.
> Palaprat presenta au Prince Mr de Vendome ces quelques vers pour le prix d'un diner :
Français , qui l'admirez,ce heros si vanté
Favori de Venus, mais moins que de Bellonne
Prit la Rougeole et Barcelonne
Tous deux du mauvais côté.
dans Mr De la Place Pieces Interssantes et peu connues vol 2 page 401
- Gustave Nadaud, Pandore:

J'ai servi Vénus et Bellone:
Je suis époux et Brigadier.
- Shakespeare, Macbeth p 55 GF bilingue:

Jusqu'à ce que l'amant de Bellone, ceint de la cuirasse,
eût fait front avec une force incomparable
- Jean de La Fontaine, Fables, Livre XII, 10 :

L'écrevisse et sa fille (v 29-30)
"Surtout au métier de Bellone
Mais il faut le faire à propos."
- Rouget de Lisle, La Marseillaise XIIe et dernier couplet :

Ô vous ! que la gloire environne,
Citoyens, illustres guerriers,
Craignez, dans les champs de Bellone,
Craignez de flétrir vos lauriers ! (bis)
Aux noirs soupçons inaccessibles
Envers vos chefs, vos généraux,
Ne quittez jamais vos drapeaux,
Et vous resterez invincibles.
- Paul Claudel, L'otage, acte III, scène 1

"Je ne crains rien avec moi tant que j'ai ces nourrissons de Bellone, (...)."
- Rome (série télévisée), saison 1, épisode 6

"Que Bellone te protège !"

## Galerie

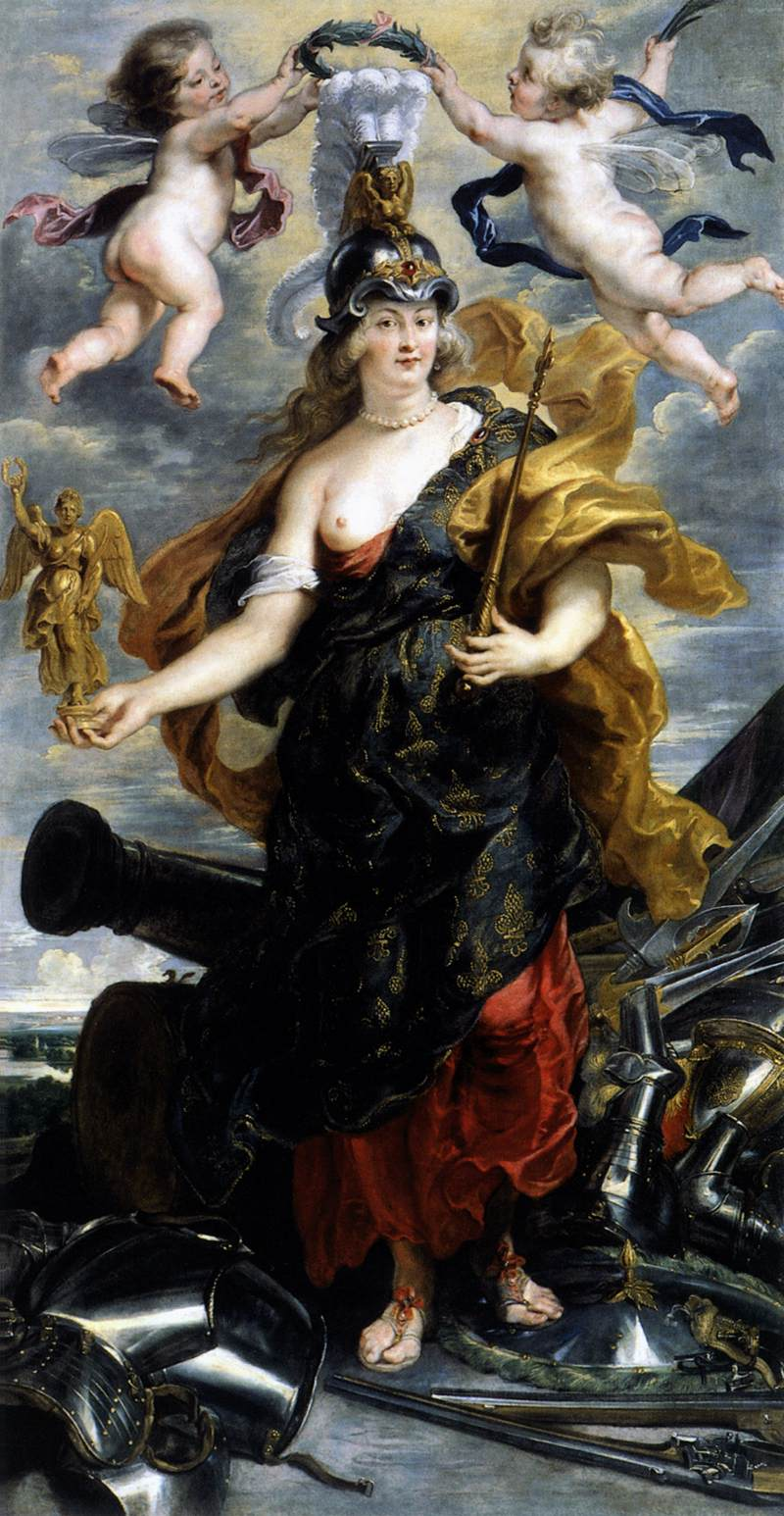
"Marie de Medici en Bellone", Peter Paul Rubens, 1621–25
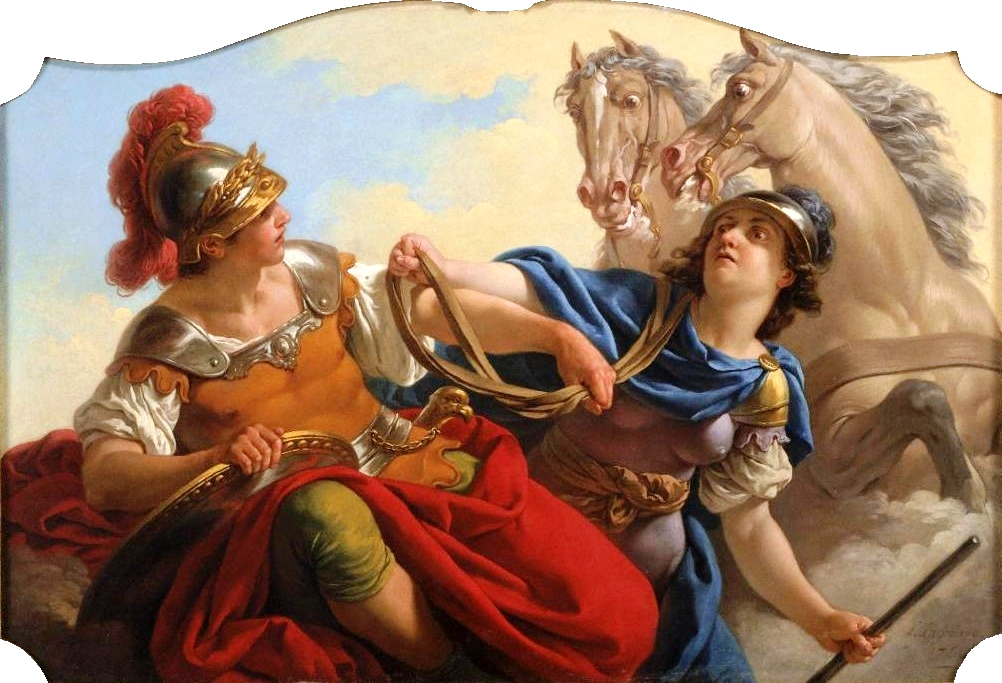
Bellone Présentant les rênes de ses chevaux à Mars, Louis Jean François Lagrenée, 1766
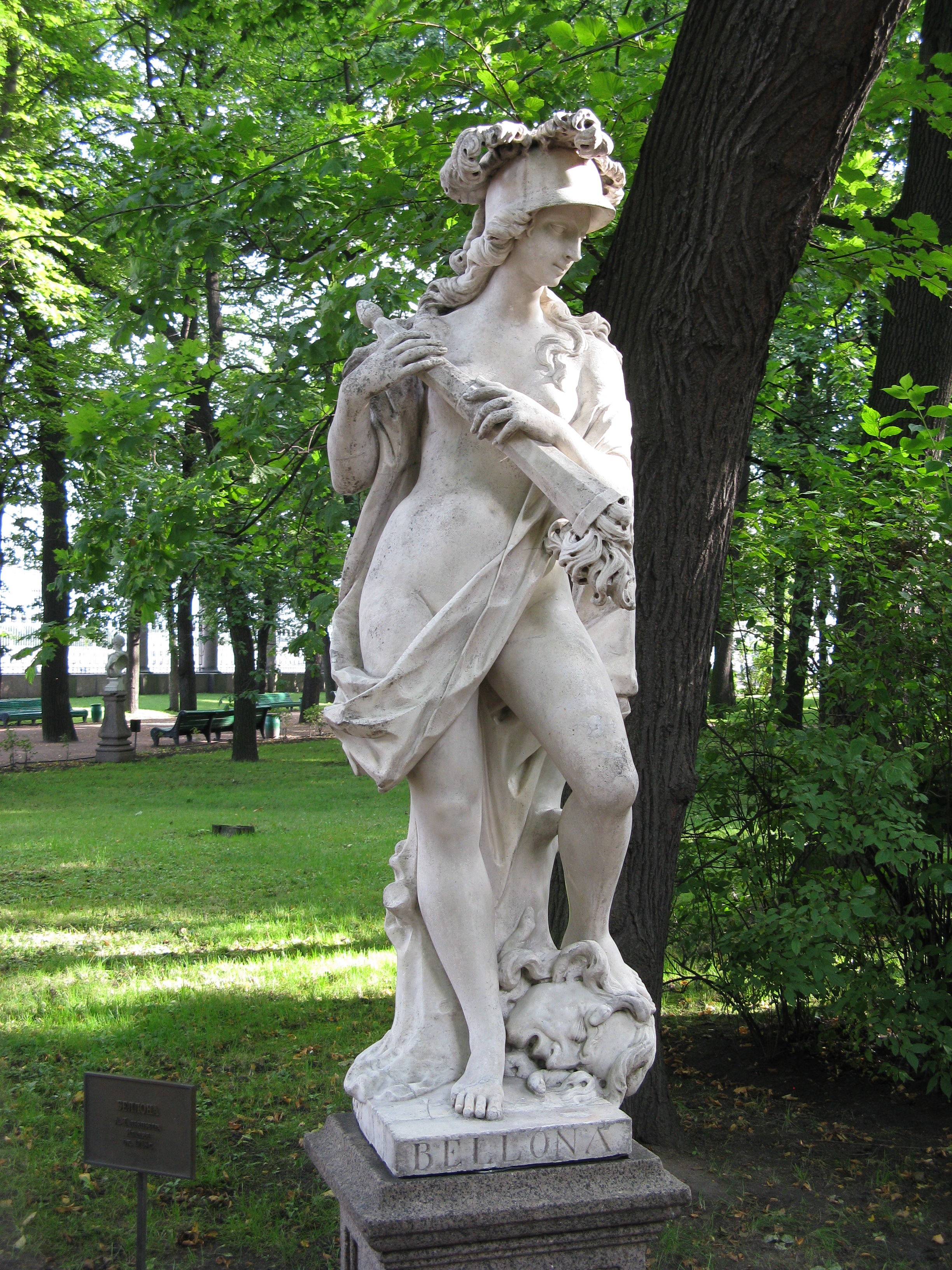
La déesse dénudée par Alvise Tagliapietra, vers 1710, Saint Petersburg
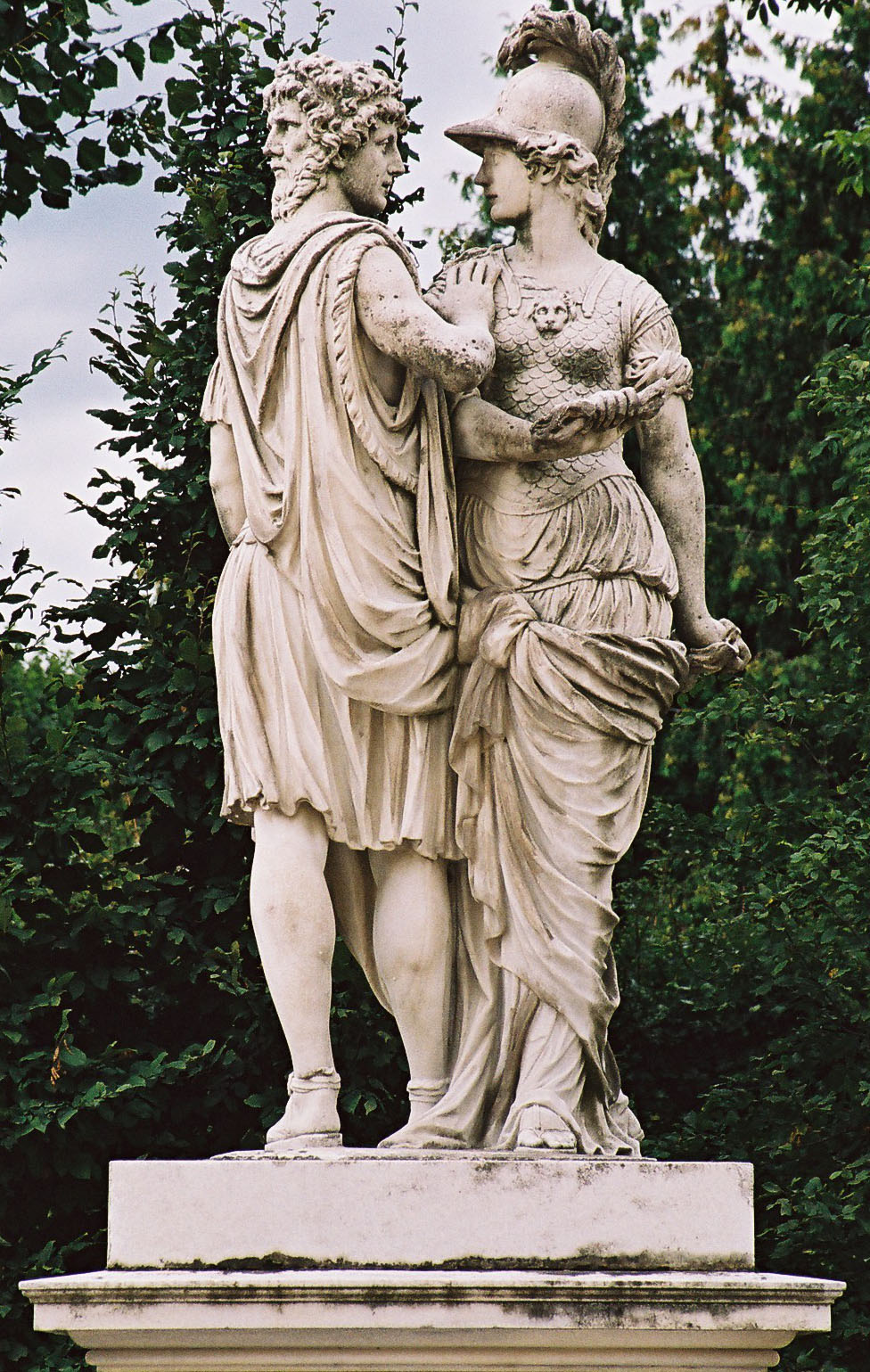
Janus et Bellona par Johann Wilhelm Beyer, 1773–80, Schönbrunn
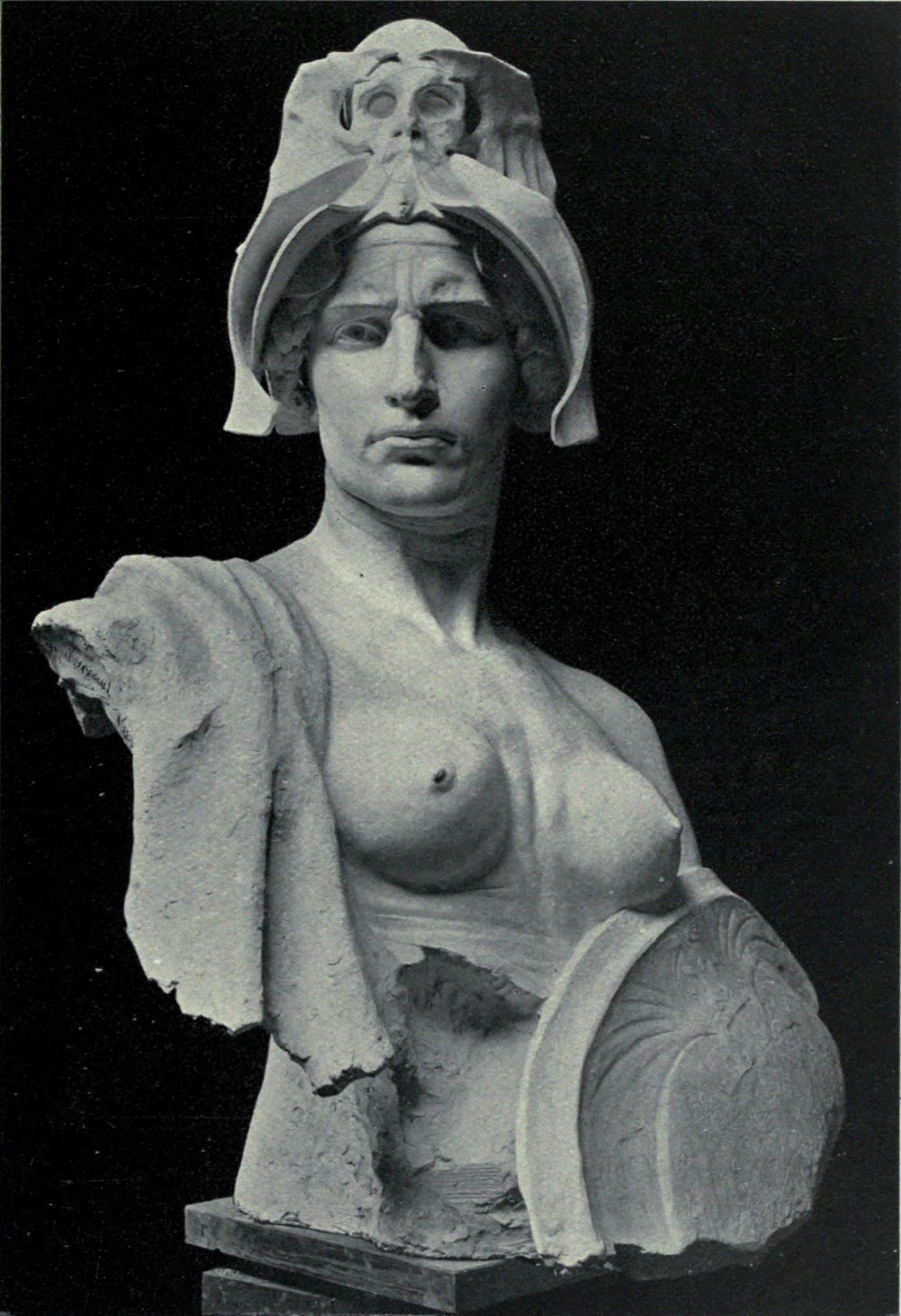
Bertram Mackennal, 1916 Gallipoli war memorial, Canberra
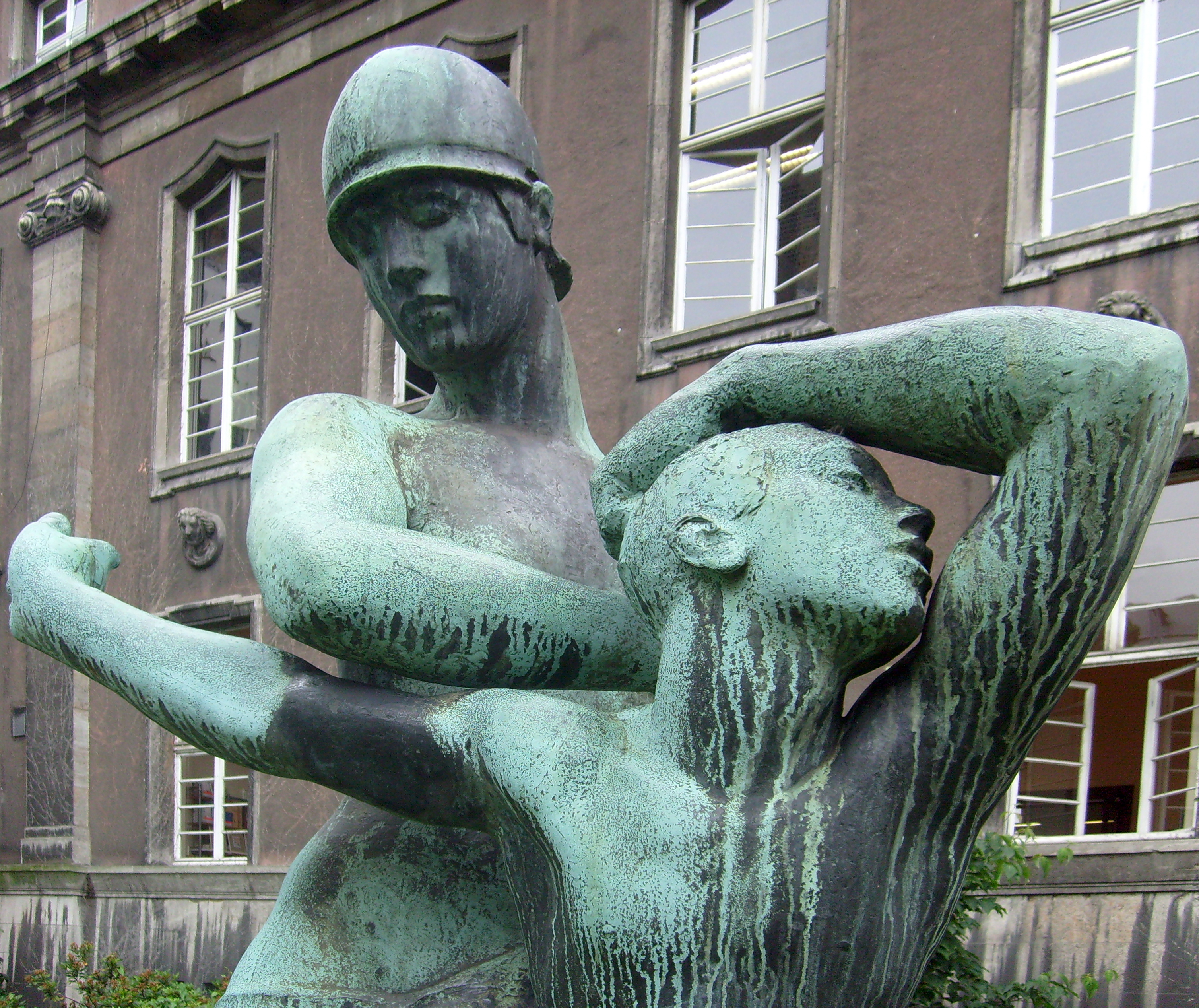
Georg Kolbe, fontaine de Wuppertal, 1915/22
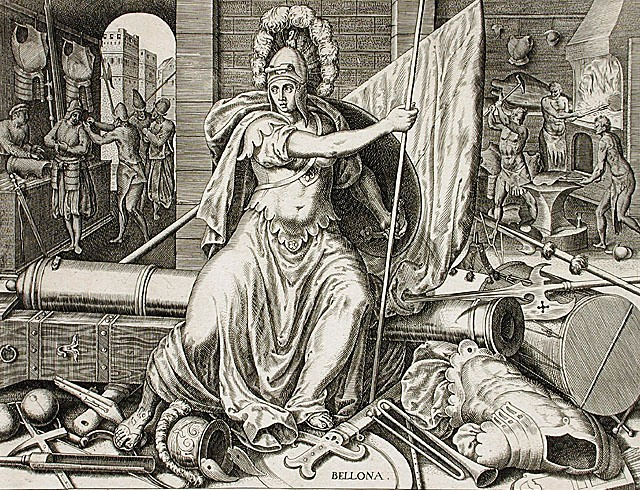
"Bellone inspirant l'invention des armes", Philip Galle, 1574
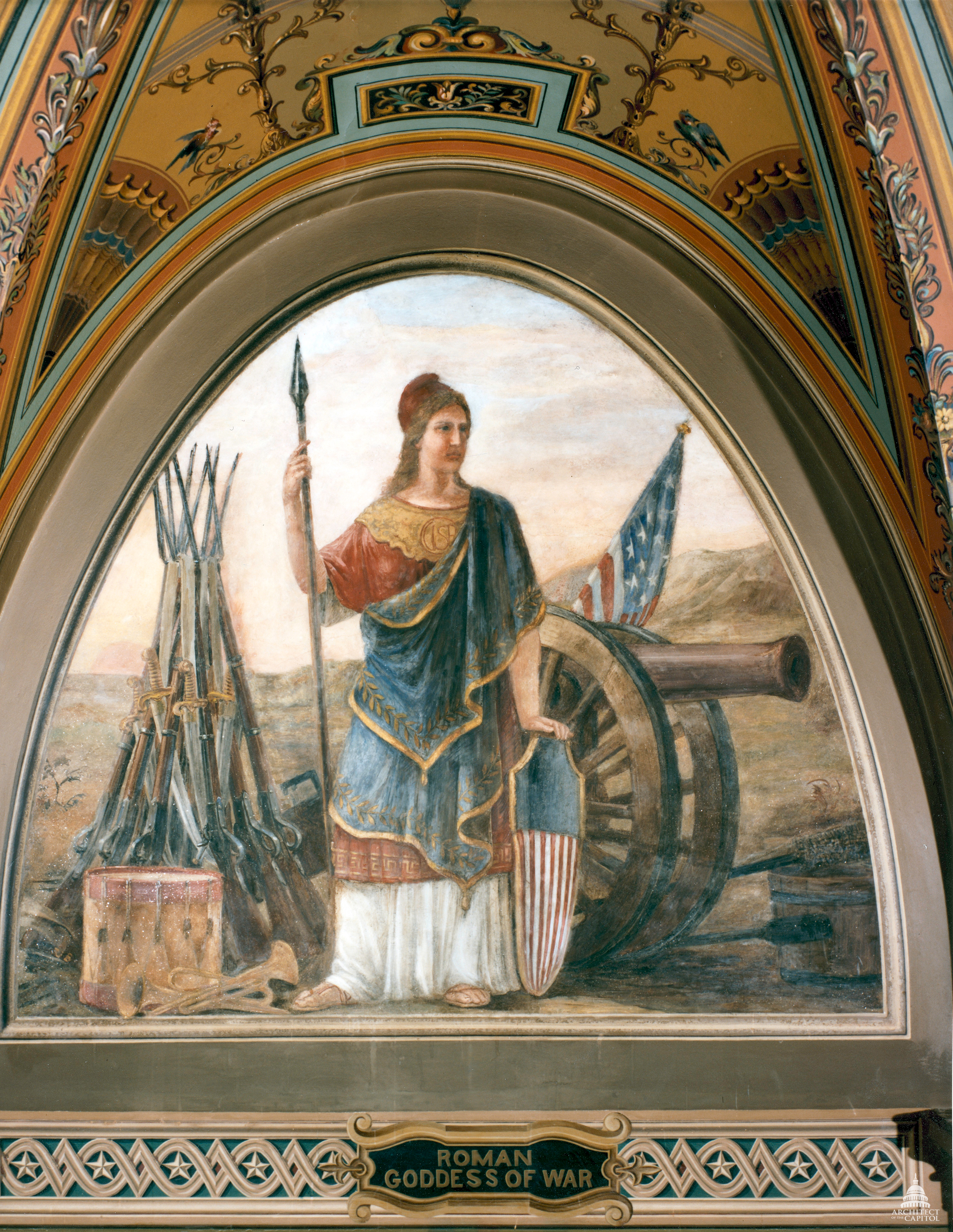
Fresque par Constantino Brumidi au Capitole, 1855–60
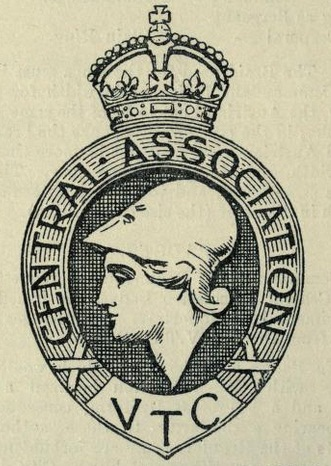
Bellone sur le badge des "Volunteer Training Corps" (première guerre mondiale)
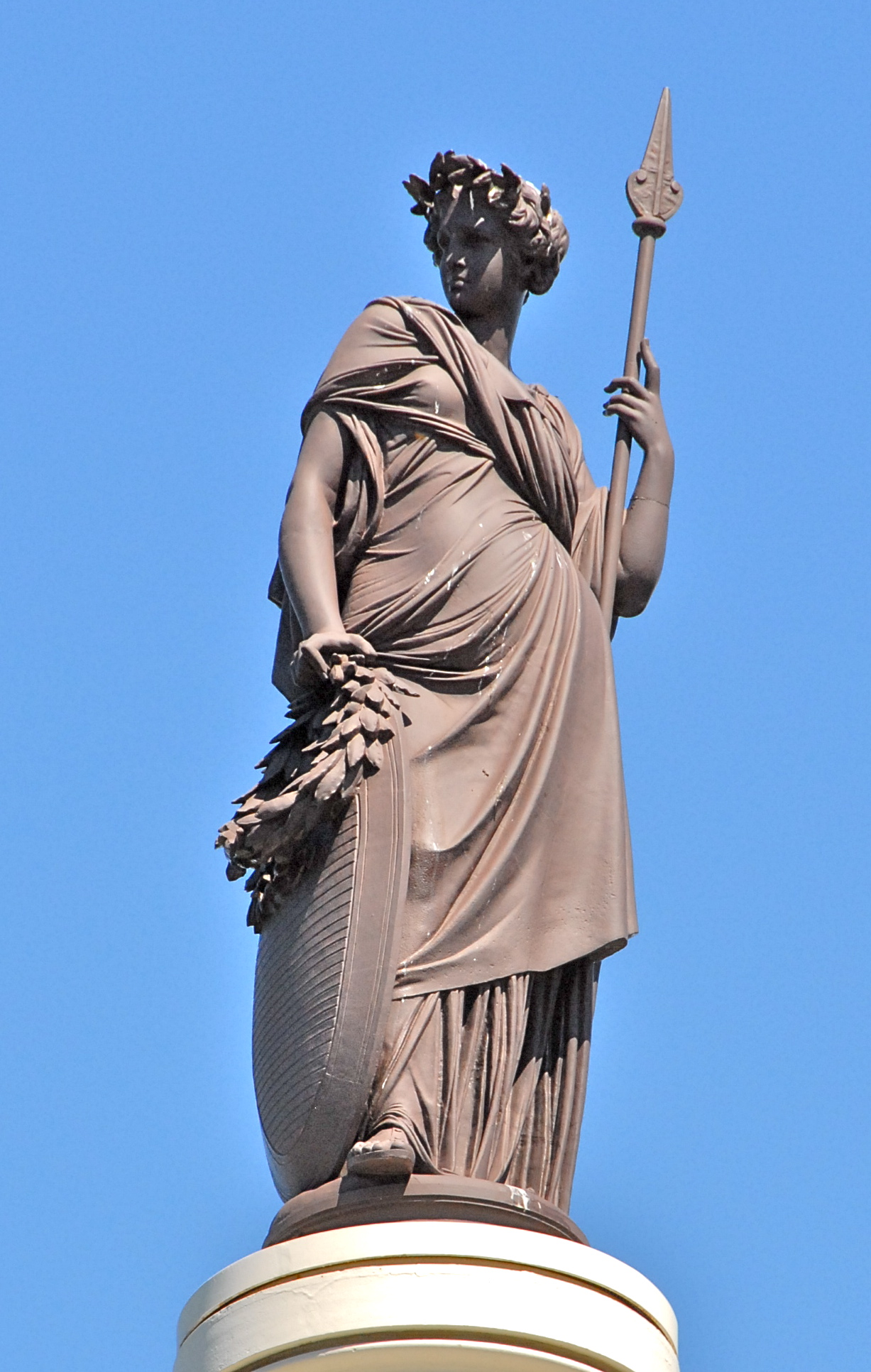
Statue représentant Bellone, au sommet du monument des Braves à Québec, vers 1860